# Rosa Radom
Der Klub Sportowy Rosa Radom (Eigenschreibweise in Versalien: KS ROSA Radom) ist ein professioneller Basketballklub aus der gleichnamigen Stadt Radom in Polen. Die Herrenmannschaft wurde 2003 gegründet und spielt seit 2012 in der höchsten nationalen Spielklasse Polska Liga Koszykówki. Nach dem verlorenen Finale im Ligapokal-Wettbewerb 2015 gewann der Verein diesen Wettbewerb 2016, verlor aber die Play-off-Finalserie um die Meisterschaft. 

## Geschichte
Die Mannschaft wurde im 1993 gegründeten Klub MKS Piotrówka Radom eingerichtet, als Roman Saczywko 2003 mit seinem Baukonzern ROSA-BUD als Namenssponsor einstieg. Ab dem Jahr 2007 fing man an, die Strukturen weiter zu professionalisieren, als der frühere Auslandsprofi Piotr Ignatowicz als Spielertrainer das Amt des verantwortlichen Trainers vom späteren Geschäftsführer Robert Bartkiewicz übernahm, einer der Initiatoren der Klubgründung 1993. Auch namentlich trennte sich die Mannschaft vom ursprünglichen Verein und trat nur noch unter dem Namen RosaSport Radom an. 2010 gelang schließlich die Meisterschaft in der dritthöchsten Spielklasse II liga und der Aufstieg in die zweithöchste Spielklasse I liga, in der man 2012 unter Trainer Mariusz Karol die Play-off-Finalserie erreichte, die aber gegen Start Gdynia verloren ging. Trotzdem durfte ROSA Radom zur folgenden Spielzeit 2012/13 in die höchsten Spielklasse Polska Liga Koszykówki aufsteigen, in der man nach einem Trainerwechsel zum Jahresende, als Wojciech Kamiński neuer Cheftrainer wurde, die Saison auf dem drittletzten Tabellenplatz 2013 beendete.
In den folgenden Spielzeiten ging es weiter aufwärts, als man in der Saison 2013/14 in der oberen Tabellenhälfte spielte und auf dem fünften Platz erstmals die Play-offs der besten acht Mannschaften um die polnische Meisterschaft erreichte. Nachdem man den Vierten Anwil Włocławek knapp bezwingen konnte, blieb man in der Halbfinalserie gegen den Hauptrundenersten und späteren Titelgewinner Turów Zgorzelec sieglos. In der folgenden Saison erreichte die Mannschaft das Finale des Ligapokals, das gegen den bisherigen Vizemeister Stelmet Zielona Góra verloren ging. Als Hauptrundensechster besiegte die Mannschaft ohne Niederlage im Play-off-Viertelfinale den Dritten AZS Koszalin, blieb aber seinerseits im Halbfinale gegen den späteren Titelgewinner Zielona Góra ohne eigenen Sieg. Im FIBA Europe Cup 2015/16 trat der Verein erstmals in einem kontinentalen Vereinswettbewerb an und erreichte auf Anhieb die zweite Runde der besten 16 Mannschaften dieses Wettbewerbs. In dieser Runde, in der man zweimal gegen den späteren deutschen Titelgewinner Fraport Skyliners verlor, reichte es in sechs Spielen nur zu einem Sieg über die Södertälje Kings. Im polnischen Ligapokal 2016 hingegen gewann man das Endspiel gegen Meister und Titelverteidiger Stelmet Zielona Góra mit 74:64 und konnte sich seinen ersten Titelgewinn sichern. Anschließend zog die Mannschaft als Hauptrundenzweiter auch erstmals in die Finalserie um die polnische Meisterschaft ein, in der man gegen den Titelverteidiger jedoch in vier Spielen sieglos blieb. Zu Beginn der folgenden Saison 2016/17 gewann man die Saisoneröffnung im polnischen Superpokal gegen den Meister, gegen den man ein Jahr zuvor noch knapp mit einem Punkt Unterschied im gleichen Wettbewerb verloren hatte. Zudem startet der polnische Vizemeister im neuen internationalen Vereinswettbewerb Basketball Champions League 2016/17.

## Bekannte Spieler
| - Hubert Radke 2011–16 - Kim Adams seit 2012 - Robert Witka seit 2013 - Kirk Archibeque 2013/14 - Danny Gibson 2014/15 - C. J. Harris 2015/16 - Torey Thomas 2015/16 - / Seid Hajrić seit 2015 - Tyrone Brazelton seit 2016 |